# Carei
Carei é um município e cidade da Roménia com 21 112 habitantes, localizada no județ (distrito) de Satu Mare. Localiza-se no norte da Roménia, junto a Satu Mare.
Desenvolveu-se no século XIV a partir de uma pequena localidade, transformando-se numa cidade industrial.

## Património
- Castelo Károlyi - século XV;
- Parque que rodeia o castelo;
- Piscina de água termal.